# Духов (Тернопольская область)
Духов (укр. Духів) — село в Кременецкой городской общине Кременецкого района Тернопольской области Украины.
Код КОАТУУ — 6123482002. Население по переписи 2001 года составляло 192 человека.

## Географическое положение
Село Духов находится на расстоянии в 1,5 км от сёл Горынка и Колосовая.

## История
- 1445 год — дата основания.